# Schlacht von Flodden Field
Liga von Cambrai (1508–1510) 

Agnadello – Padua – Polesella – Mirandola
Heilige Liga (1510/11–1516) 

Brescia – Ravenna – Navarra – St. Mathieu – Novara – Guinegate – Dijon – Flodden Field – La Motta – Marignano
Vertrag von Noyon – Vertrag von Brüssel
Die Schlacht von Flodden Field fand am 9. September 1513 nahe Branxton in der nordenglischen Grafschaft Northumberland unweit der Grenze zu Schottland statt. Eine schottische Invasionsarmee unter der Führung von König Jakob IV. traf auf eine englische Armee unter der Führung von Thomas Howard, 2. Duke of Norfolk. Die Schlacht endete mit einer vernichtenden Niederlage der Schotten und dem Tod des schottischen Königs.

## Hintergrund
England war als Mitglied der Heiligen Liga in einen größeren Konflikt involviert und kämpfte auf Seiten der Schweizer, von Spanien, des römisch-deutschen Kaisers Maximilian I. und des Papstes Julius II. gegen Frankreich. Schottland war an dieser kontinentaleuropäischen Auseinandersetzung nicht direkt beteiligt, im Rahmen der Auld Alliance jedoch ein alter Verbündeter Frankreichs.
Der Konflikt begann, als Jakob IV. die Abwesenheit Heinrichs VIII. nutzte und England den Krieg erklärte.
Jakob marschierte mit einer Armee von über 60.000 Mann in England ein. Als er schließlich das Schlachtfeld erreichte, betrug die Stärke seiner Truppen nur noch etwa 30.000 Mann, da viele Soldaten desertiert oder bei kleineren Scharmützeln getötet worden waren. Die Schotten standen einer etwa gleich starken englischen Armee gegenüber.
Die Schlacht selbst fand nahe dem Dorf Branxton in der Grafschaft Northumberland statt, etwa 5 km vor der schottischen Grenze. Daraus ergibt sich der alternative Name der Schlacht, Schlacht von Branxton. Bei Flodden hatten die Schotten ihr Heerlager aufgeschlagen, das 3,5 km südöstlich von Branxton liegt. Es sollte die letzte Schlacht sein, die in Northumberland stattfand.

## Schlachtverlauf
Die Schlacht setzte einen Schlusspunkt unter tagelange Manöver. Schließlich gelang es den Engländern, den Fluss Till zu überqueren und hinter die schottischen Positionen zu gelangen. Die schottischen Kanonen eröffneten das Feuer. Doch wegen der schlechten Ausbildung der Kanoniere, der schweren Geschütze und des feuchten Schießpulvers verfehlten die Schotten meistens ihr Ziel.
Die beweglichere und viel besser trainierte englische Artillerie feuerte mit tödlicher Präzision zurück und vertrieb die schottischen Artilleristen vom Feld. Die englischen Kanonen und Bogenschützen konzentrierten daraufhin ihr Feuer auf die schottischen Pikeniere. Die hohen Verluste verleiteten die Schotten dazu, den Hügel hinunterzustürmen, um die Engländer in ihre Reichweite zu bekommen. Die englischen Hellebardiere hatten jedoch wenig Mühe gegen die schottischen Speere. Diese hatten sich seit der Schlacht von Bannockburn wenig verändert und waren eigentlich gegen einen Kavallerieangriff besser geeignet als in einem Infanteriegefecht.
In dem blutigen Gefecht wurden die Schotten schließlich umzingelt und aufgerieben; der schottische König, viele ranghohe Adlige und über 10.000 Soldaten wurden getötet. Die englischen Verluste werden auf 1000 bis 1500 Mann geschätzt.

## Nachwirkung

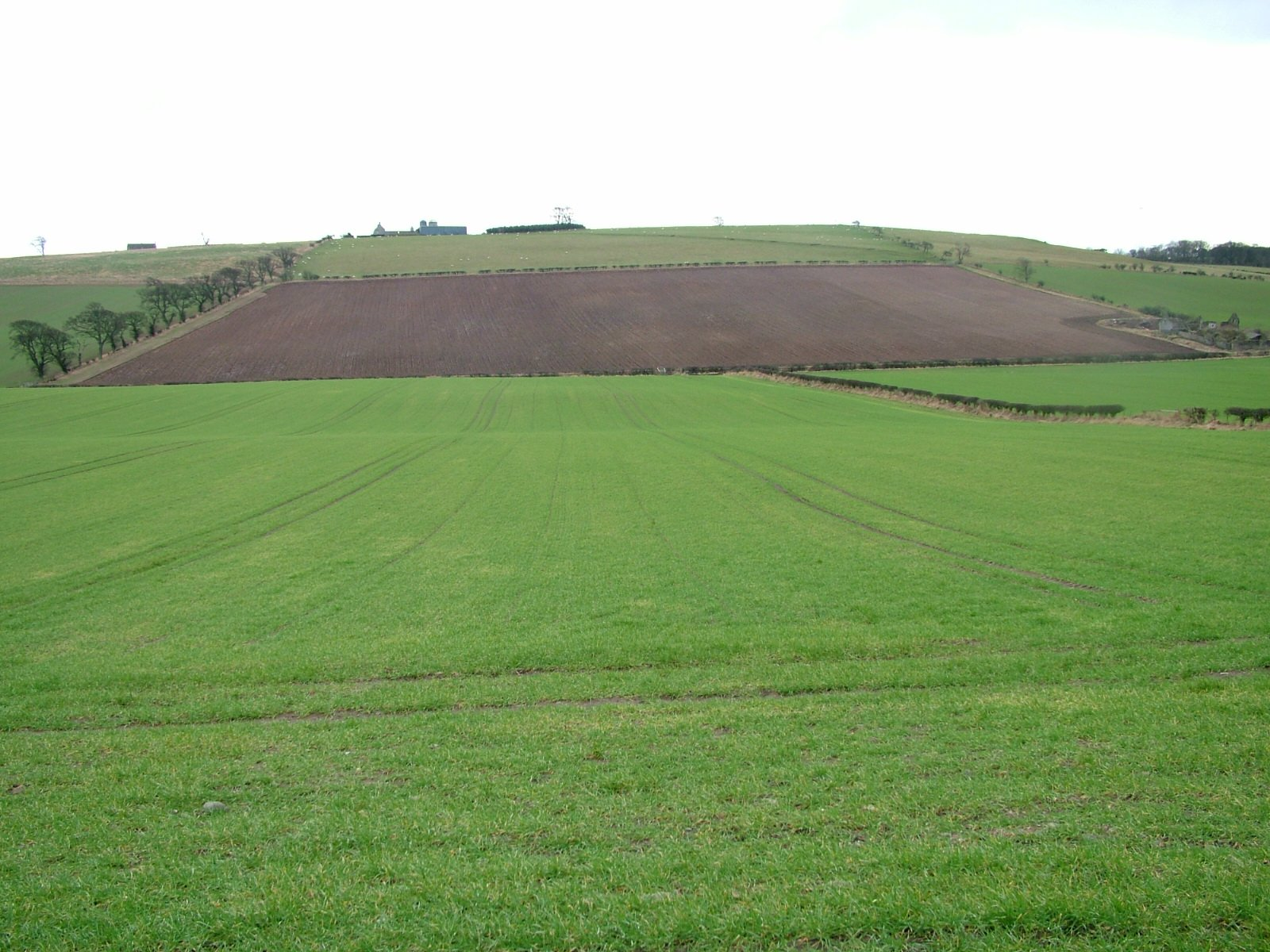
Westliche Seite des Schlachtfelds; die Schotten waren vom gepflügten Feld hinuntergestürmt und auf der Wiese auf die Engländer gestoßen.

In taktischer Hinsicht war diese Schlacht eine der ersten Auseinandersetzungen auf den britischen Inseln, in der die Artillerie eine entscheidende Rolle spielte, aber auch eine der letzten, bei der die berühmten englischen Bogenschützen maßgeblich zur Entscheidung beitrugen.
Thomas Howard, 1. Earl of Surrey, war Generalleutnant und zum größten Teil für den englischen Sieg verantwortlich. Heinrich VIII. ernannte ihn in der Folge zum Duke of Norfolk. Sir Edward Stanley, dem der Volksmund die Tötung des schottischen Königs zuschreibt, wurde für seine Verdienste in der Schlacht zum Ritter des Hosenbandordens ernannt. Es gab kaum ein Adelsgeschlecht in Schottland, das nicht mindestens ein Mitglied in der Schlacht von Flodden Field verlor. Diesen und den anderen Toten ist das Dudelsack-Lied Flowers of the Forest (in Scots) gewidmet:
We’ll here nae mair lilting at our ewe milking,

Women and bairns are heartless and wae,

Sighing and moaning on a ilka green loaning,

The flooers o’ the forest are a wede away.
Deutsch:
Wir werden nie mehr singen beim Melken unserer Schafe,

Frauen und Kinder sind ohne Herz und weh.

Seufzen und Wehklagen auf jeder grünen Wiese,

die Blumen des Waldes sind verwelkt.